# Novosafronivka, Nova Odesa
Novosafronivka (în ucraineană Новосафронівка) este localitatea de reședință a comunei Novosafronivka din raionul Nova Odesa, regiunea Mîkolaiiv, Ucraina.

## Demografie
Componența lingvistică a localității Novosafronivka
     Ucraineană (88,78%)
     Rusă (8,62%)
     Română (2,61%)
Conform recensământului din 2001, majoritatea populației localității Novosafronivka era vorbitoare de ucraineană (88,78%), existând în minoritate și vorbitori de rusă (8,62%) și română (2,61%).